# Утрехтсе-Гевелрюг
Утрехтсе-Гевелрюг (нід. Utrechtse Heuvelrug, Нідерландською: [ˈytrɛxtsə ˈɦøːvəlrʏx] ( прослухати)) — муніципалітет у Нідерландах, у провінції Утрехт. Утворений 1 січня 2006 року шляхом об'єднання декількох колишніх менших 
муніципалітетів.

## Населені пункти муніципалітету
Міста
- Дорн
- Дріберген-Рейсенбург

Села
- Амеронген
- Лерсюм
- Марн
- Марсберген
- Оверберг

Селища
- Берсхотен
- Бредевен
- Валкенейде
- Гаг'є
- Гаспел
- Дартгейзен
- Де-Груп
- Палмстад

## Топографія
Топографічна мапа муніципалітету Утрехтсе-Гевелрюг

## Визначні мешканці
- Вільгельм II (1859 – 1941) — останній імператор Німеччини, мешкав у Дорні протягом 1919–1941 років
- Ріа Бекерс (1938 в Дрібергені – 2006) — нідерландська політична діячка, співзасновниця партії Зелені ліві
- Нікі Ромеро (нар. 1989 в Амеронгені) — нідерландський музикант, ді-джей і продюсер
- Йопс Реман (1886 в Амеронгені – 1959) — нідерландський футболіст
- Нінке Кінгма (нар. 1982 в Дрібергені) — нідерландська веслувальниця, олімпійська медалістка
- Клаудія Бельдербос (нар. 1985 в Дорні) — нідерландська веслувальниця, олімпійська медалістка

## Галерея

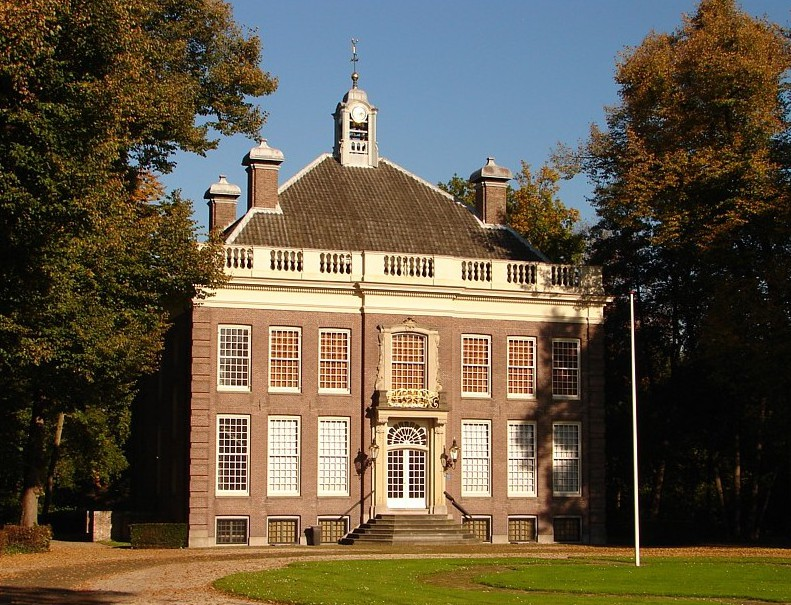
Адміністративна будівля у Дрібергені
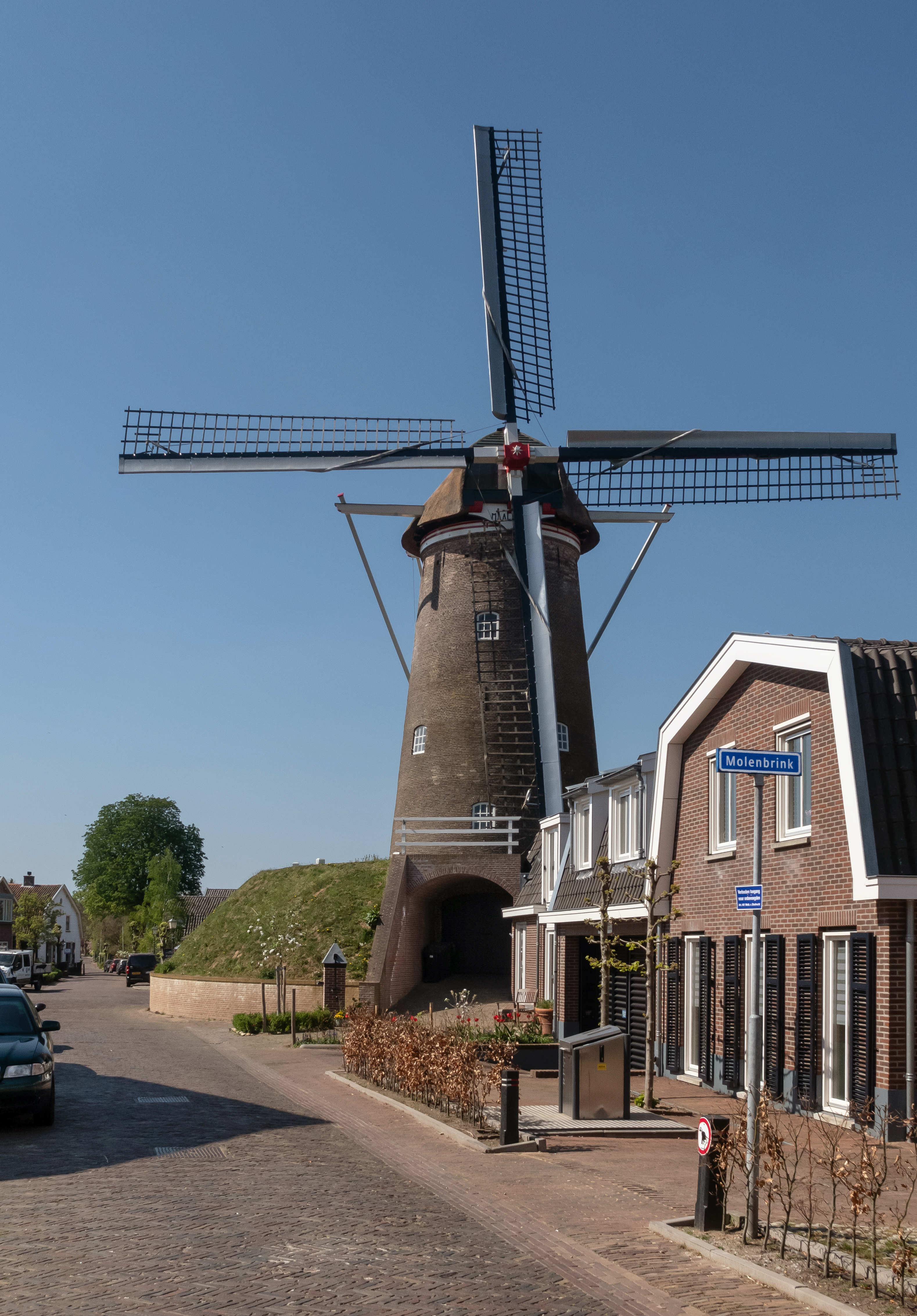
Історичний вітряк в Амеронгені
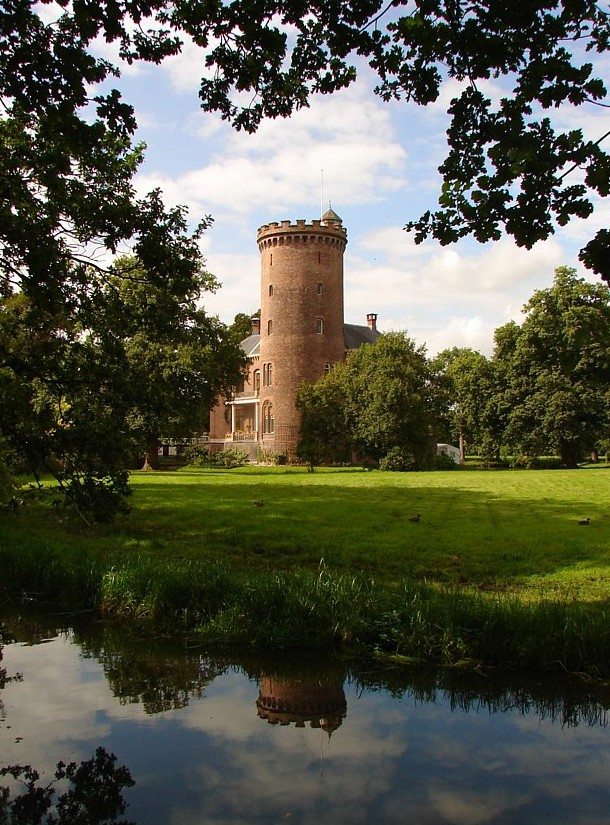
Замок Стеркенбург
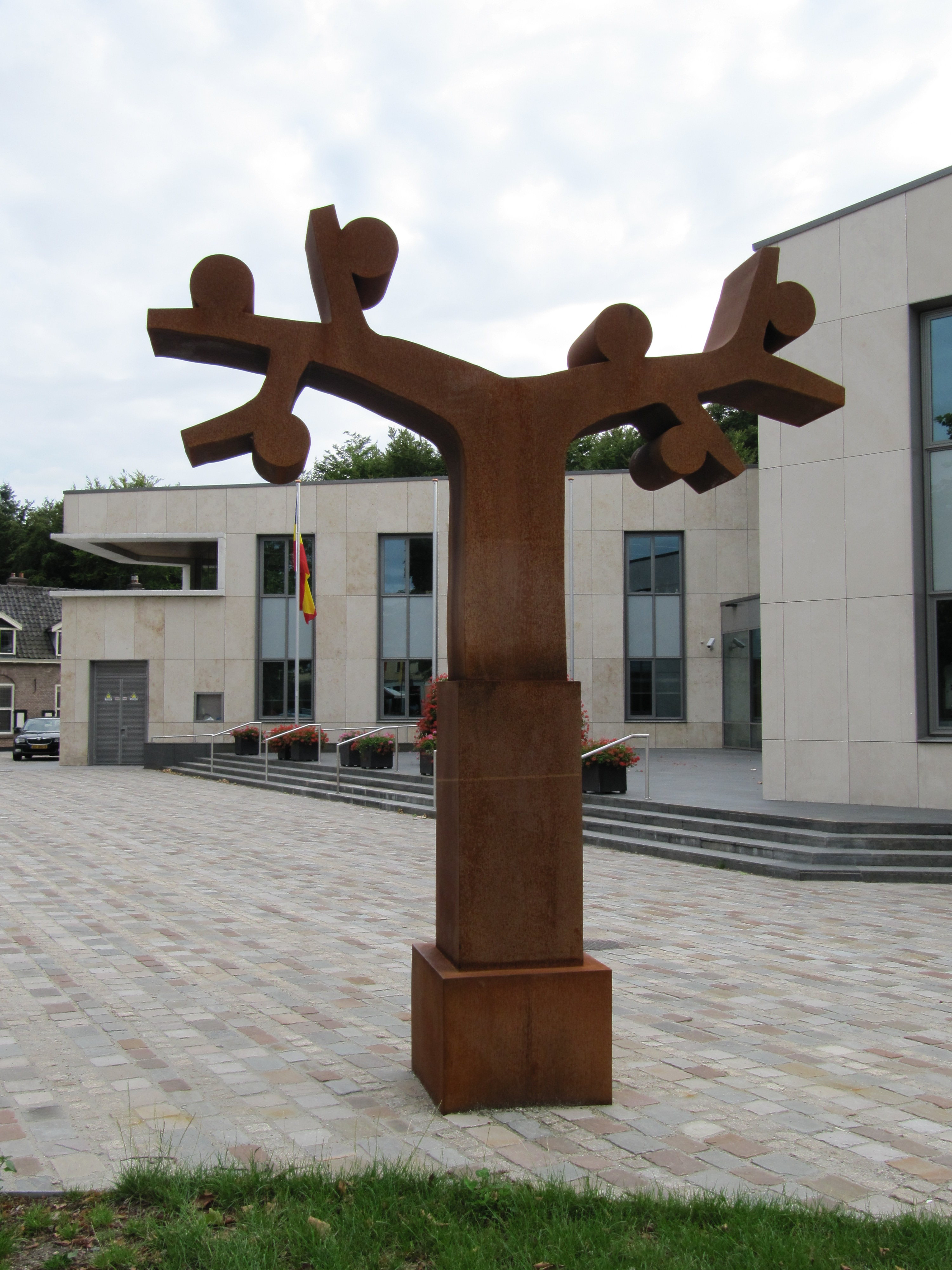
Скульптура в Дорні
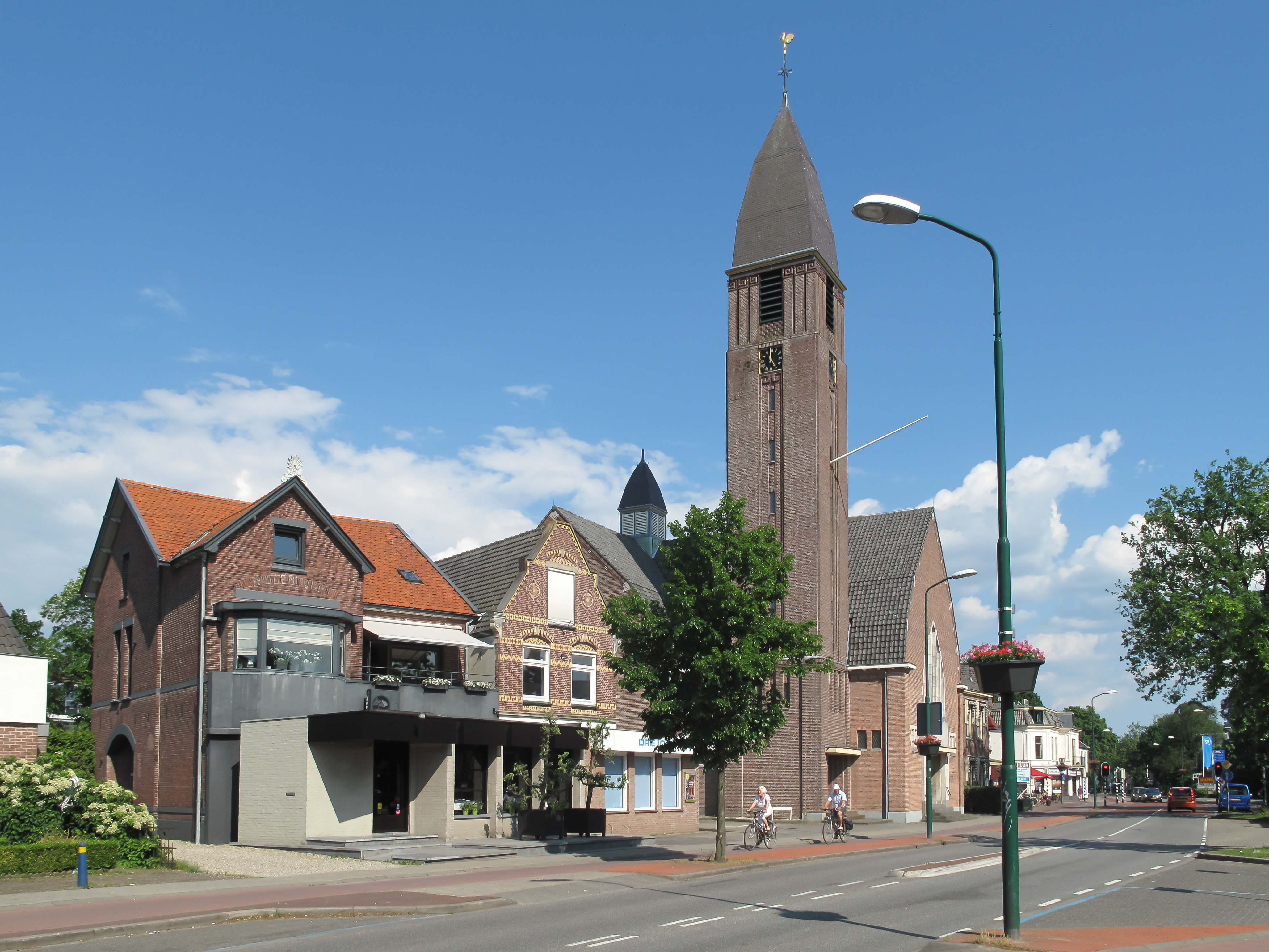
Церква в Дрібергені
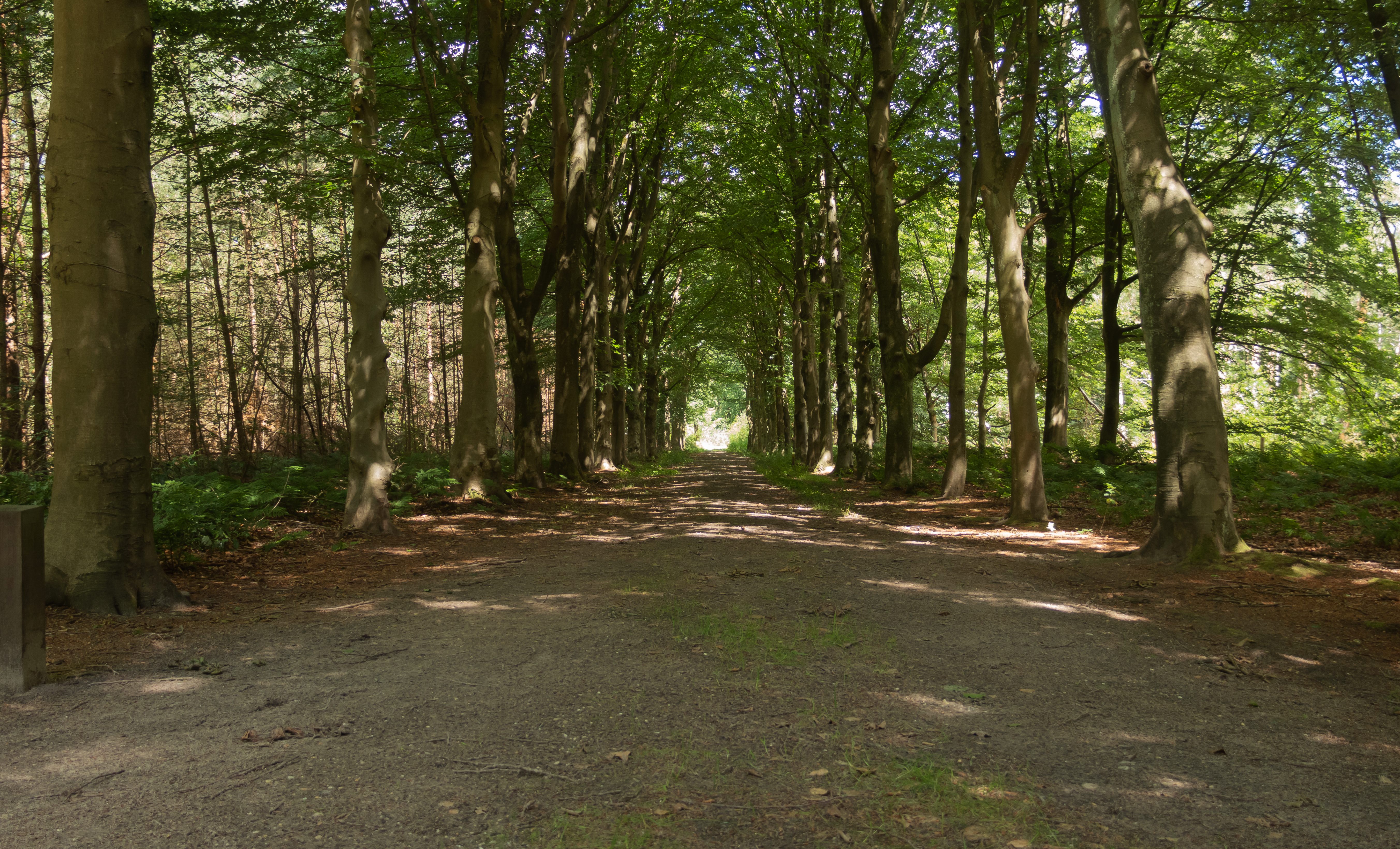
Парк у Дорні